# Peralta (famiglia)
La famiglia Peralta (poi Peralta d'Aragona) è stata una famiglia nobile spagnola.

## Storia
Discendente dai sovrani di Navarra o da quelli di Aragona, fu una famiglia molto potente in Sicilia durante il XIV secolo. Il capostipite fu Enecon Peralta, vissuto nell'VIII secolo. Sempre nello stesso periodo, per la precisione nel 774, sotto l'imperatore Carlo Magno, un cavaliere della casata si distinse nel difendere Barcellona dall'assedio dei Mori. Si ripeté nel 1038 Romano Peralta, che aiutò il 1º principe del Regno d'Aragona e 12º conte di Barcellona Raimondo Berengario, col quale era strettamente imparentato, nell'assedio di Lleida. Alcuni secoli dopo, Filippo di Saluzzo, governatore del Regno di Sardegna nel 1324, si sposò prima del 1292 con Aldonza Fernandez de Castro Peralta e poi con Agalbursa di Cervera. Dal primo matrimonio nacque Raimondo, 1º conte di Caltabellotta, grande ammiraglio del Regno d'Aragona, gran cancelliere e gran camerlengo del Regno di Sicilia e capitano generale della Sardegna, sposatosi prima con Sibilla di Cardona, poi con Isabella/Elisabetta d'Aragona e infine con Allegranza Abbate, i cui discendenti portarono sempre il cognome Peralta e non più quello di Saluzzo, abbandonato da Raimondo. Usarono tuttavia lo stesso stemma troncato d'azzurro e d'argento dei Saluzzo. Sostenitori della fazione catalana nell'isola durante il dominio aragonese, i Peralta furono i signori incontrastati del Vallo di Mazara nei secoli XIV e XV. Essi infatti controllavano l'esazione di tributi, la giustizia, i feudatari, un esercito personale ed inoltre nominavano i funzionari e gestivano la zecca di Sciacca. Nel 1392, quando sbarcò il re Martino d'Aragona con il suo esercito per riprendere il possesso della Sicilia, i Peralta si dimostrarono fedeli e mantennero i loro privilegi a differenza delle famiglie Alagona e Chiaramonte. La casata si estinse nel XV secolo, quando le ultime discendenti Margherita, Costanza e Caterinella sposarono rispettivamente Artale de Luna, Antonio Incardona e Alfonso di Cardona. Sopravvisse però la discendenza di Raimondello, barone di San Giacomo, figlio naturale di Nicola/Nicolò Peralta d'Aragona, che tuttavia proprio a causa dell'illegittimità non venne considerata appartenente alla famiglia Peralta.

## Albero genealogico
Di seguito è riportato l'albero genealogico della famiglia Peralta da Guglielmo, vivente nel XIII secolo, fino agli ultimi discendenti, vissuti nel XV secolo, figli dei fratelli Nicola/Nicolò e Giovanni, stilato secondo le ricostruzioni dei genealogisti Filadelfo Mugnos e Francesco Savasta:
|          |          |            |               |               |          |                                  |                        |           |           |             |             |
|          |          |            |               |               |          |                                  | Guglielmo              |           |           |             |             |
|          |          |            |               |               |          |                                  |                        |           |           |             |             |
|          |          |            |               |               |          |                                  |                        |           |           |             |             |
|          |          |            |               |               |          | Raimondo                         | Raimondo               | Guglielmo | Guglielmo |             |             |
|          |          |            |               |               |          |                                  |                        |           |           |             |             |
|          |          |            |               |               |          |                                  |                        |           |           |             |             |
|          |          |            |               |               |          | Aldonza                          |                        |           |           |             |             |
|          |          |            |               |               |          |                                  |                        |           |           |             |             |
|          |          |            |               |               |          |                                  |                        |           |           |             |             |
|          |          |            |               |               |          | Aldonza Fernandez                |                        |           |           |             |             |
|          |          |            |               |               |          |                                  |                        |           |           |             |             |
|          |          |            |               |               |          |                                  |                        |           |           |             |             |
|          |          |            |               |               |          | Raimondo                         |                        |           |           |             |             |
|          |          |            |               |               |          |                                  |                        |           |           |             |             |
|          |          |            |               |               |          |                                  |                        |           |           |             |             |
|          |          |            |               |               |          | Guglielmo Raimondo "Guglielmone" |                        |           |           |             |             |
|          |          |            |               |               |          |                                  |                        |           |           |             |             |
|          |          |            |               |               |          |                                  |                        |           |           |             |             |
|          |          |            |               |               |          | Guglielmo "Guglielmone"          |                        |           |           |             |             |
|          |          |            |               |               |          |                                  |                        |           |           |             |             |
|          |          |            |               |               |          |                                  |                        |           |           |             |             |
|          |          |            | Nicola/Nicolò | Nicola/Nicolò |          |                                  |                        |           | Giovanni  | Giovanni    |             |
|          |          |            |               |               |          |                                  |                        |           |           |             |             |
|          |          |            |               |               |          |                                  |                        |           |           |             |             |
| Giovanna | Giovanna | Margherita | Margherita    | Costanza      | Costanza | Raimondello (naturale)           | Raimondello (naturale) | Nicolò    | Nicolò    | Caterinella | Caterinella |

## Feudi
La famiglia possedette un totale di almeno 16 feudi, distribuiti per la maggior parte in Sicilia e suddivisi in ducati, marchesati, contee, viscontee e baronie. Nel dettaglio:
- Ducati: Castelluccio[8];
- Marchesati: Calatafimi, Calatamauro, San Esteban e Mazara[8];
- Contee: Alcamo, Caltabellotta, Caltanissetta, Chiusa e Sclafani[8];
- Viscontee: Ambite[8];
- Baronie: Bivona, Borgetto, Castellammare del Golfo, Ciminna e Pandolfina[8].